# Johan Sebastian Welhaven
 Johan Sebastian Cammermeyer Welhaven (22. prosince 1807 Bergen – 21. října 1873 Christiania, nyní Oslo) byl norský romantický spisovatel, básník, dramatik, literární kritik, literární historik, vysokoškolský pedagog a filozof. Je považován za vedoucí osobnost literární kritiky a estetiky v období vzniku samostatné norské literatury. Byl rovněž významným lyrickým básníkem.

## Život
Pocházel z rodiny faráře z nemocnice sv. Jiří. Jeho matka pocházela z kulturně významného dánského rodu Heibergů, takže byl příbuzný s dánským básníkem Johanem Ludvigem Heibergem. Od roku 1817 navštěvoval latinskou Katedrální škola v Bergenu, kde se nejprve zajímal o výtvarné umění, čehož zanechal, když se o něm malíř Johan Christian Dahl vyjádřil negativně.

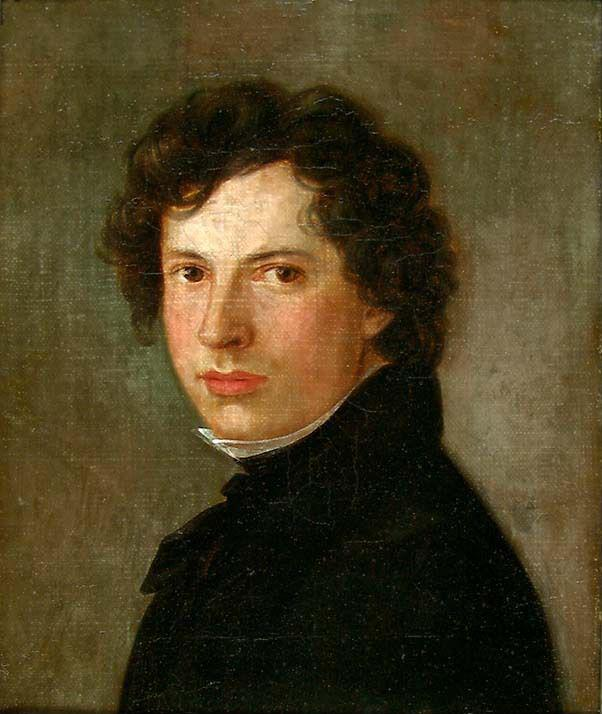
Welhavenův portrét z roku 1827 od Jacoba Calmeyera

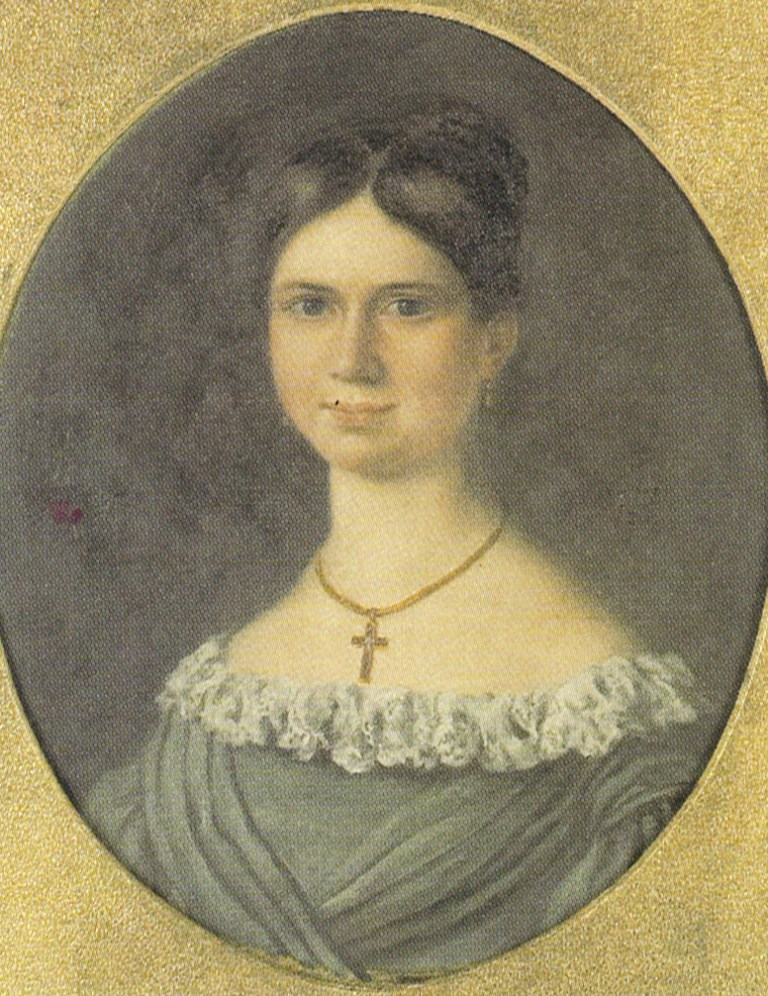
Ida Kjerulfová ma obraze Jacoba Muncha

Roku 1825 začal studovat teologii na Královské Fredrikově univerzitě v Christianii (zkoušky složil roku 1827), ale brzy se začal věnovat filozofii, literatuře a estetice. Za studií se stal ústřední postavou ve Studentském spolku (Studentersamfunde) a redaktorem studentských novin Samfundsbladet. Kruh studentů, tzv, danomanů, soustředěný kolem něho a prosazující pokračující kulturní sepětí s Dánskem, byl v opozici vůči kruhu kolem Henrika Wergelanda s jeho koncepcí norské kulturní svébytnosti. Welhaven a Wergeland si v studentských novinách vyměňovali posměšné epigramy a celý spor se brzy změnil z literárního boje dvou jedinců v boj dvou skupin, určujících kulturní politiku v zemi.
Po skončení studií prožíval Welhaven roky existenční nejistoty a přivydělával si doučováním a kreslením. Roku 1835 odjel do Dánska, kde se jeho názory na sepětí s dánskou kulturou utvrdily. Roku 1836 navštívil Francii a Německo, což upevnilo jeho estetické názory. Prožil i dva neúspěšné milostné vztahy. Roku 1830 se seznámil s Wergelandovou sestrou Camillou, která se do něho zamilovala. Zprvu chladný Welhaven později její cit částečně opětoval, ale stále šlo o rozumový citový vztah ke vzdělané ženě. K jejich pro Camillu smutnému rozchodu dopomohl i Welhavenův spor s jejím bratrem. Roku 1836 se Welhaven seznámil s Idou Kjerulfovou, sestrou skladatele Halfdana Kjerulfa a Camillinou přítelkyní, se kterou se proti vůli její rodiny roku 1839 tajně zasnoubil (rodina byla proti jejich svazku, protože Welhaven neměl žádné stálé místo). Ida však vážně onemocněla tuberkulózou a roku 1840 ve věku dvaceti tří let zemřela. Její smrt hluboce poznamenala všechny Welhavenovy milostné básně.
Roku 1839 vydal svou první  básnickou sbírku intimně lyrických básní a během svého života k ní připojil další čtyři. Jako významný básník používal přísné metrické formy a programově usiloval o harmonii formy a obsahu. Řada jeho básní byla zhudebněna.
Roku 1840 začal Welhaven přednášet filozofii na Královské Fredrikově univerzitě a roku 1843 byl jmenován profesorem, což vyvolalo velkou polemiku, protože Welhaven neměl v tomto oboru ukončené univerzitní vzdělání. Roku 1845 se oženil s dánsko-francouzskou učitelkou Josephinou Angelikou Bidoulacovou, se kterou měl čtyři děti. Roku 1858 podnikl cestu do Itálie, kde se zajímal o archeologii. Roku 1866 ovdověl.

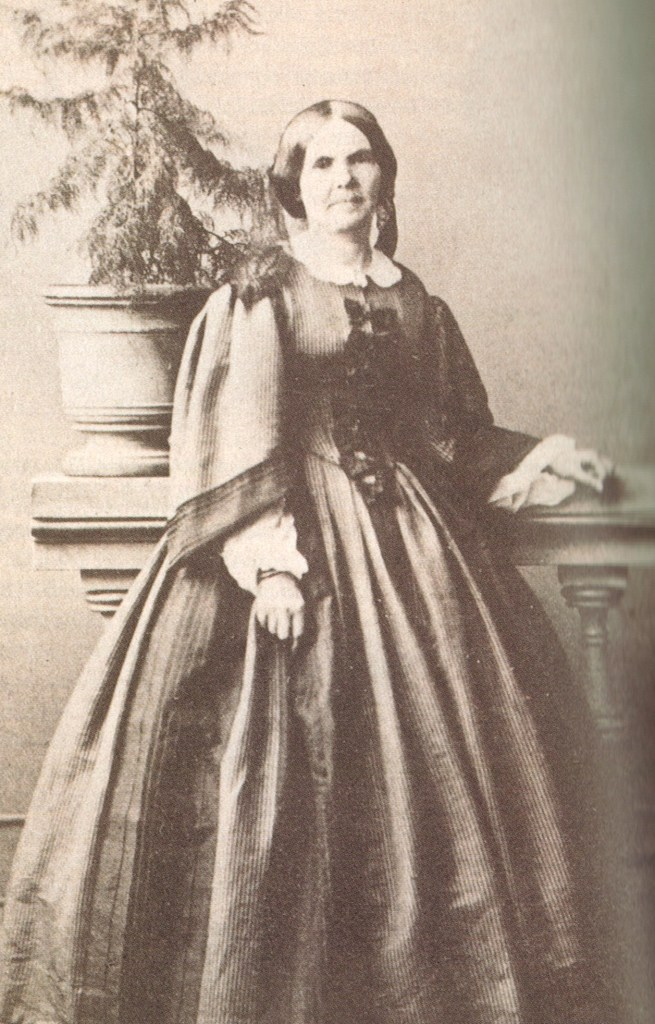
Josephina Angelica, Welhavenova manželka, fotografie z roku 1866

Práci profesora vykonával do roku 1868, kdy rezignoval pro postupující Parkinsonovu nemoc. Zemřel roku 1873 a byl jako vážený muž pochován na Hřbitově našeho spasitele (Vår Frelsers gravlund) v Christianii.

## Spor Welhavena s Wergelandem
Spor Welhavena s Wergelandem je považován za nejslavnější v norské literatuře. Původně vyrostl z estetických hledisek, ale brzy se z literárního boje dvou jedinců změnil v boj dvou skupin, určujících kulturní politiku v zemi, Příčinou sporu byl Welhavenův názor, že předmětem všeho umění je krása, která vyrůstá z harmonie založené na dokonalé umělecké formě (vycházel přitom z estetiky Goetha, Schillera a Heiberga). Wergelandovo dílo bylo pro něho s nelogicky rozvolněnou formu s tímto názorem v naprostém rozporu a Welhaven je považoval za chaotický estetický systém vyznačující se dokonalou disharmonií. Otiskl proto nejprve roku 1830 v týdeníku Morgenbladet příspěvek Til Henrik Wergeland (Henriku Wergelandovi), kde popsal Wergelandovy básně jako „strašná monstra“ poznamenaná „všemi smrtelnými hříchy poezie“.
Roku 1832 Welhaven napsal kritickou studii Henrik Wergelands Digtekunst og Polemik ved Aktstykker oplyste (Básnické umění a polemika Henrika Wergelanda doložené příklady). V tomto spise podrobil kritice především Wergelandovo dílo Skabelsen, Mennesket og Messias  (1830, Stvoření, člověk a Mesiáš), které považoval za „prznění ideálu krásy“. Nebyl schopen rozpoznat šíři ducha ve Wergelandově poezii pod její zdánlivou povrchovou neuspořádaností a také byl pobouřen Wergelandovým zahrnutím slov z norských dialektů do jinak dánského textu. Wergelandovy práce se mu zdály hrubé, syrové a nehotové a velmi nebezpečné, protože podle něho kazily norský národní umělecký vkus. Odsuzoval také, že Wergeland prosazoval nespoutaný a radikální styl v poezii i politice a nerozlišoval mezi uměním a politikou.
Welhaven se snažil podporovat národní pokrok prostřednictvím vzdělání a uměleckého zdokonalování. Trval na tom, že kultura je nedělitelná, a naléhal, aby vše, co bylo v dánské tradici v Norsku cenné, bylo zachováno.  slova. Roku 1834 proto vydal sbírku sonetů Norges Dæmring. Et polemisk Digt (Soumrak Norska, polemická báseň), v níž se jako představitel konzervatismu postavil proti extrémnímu nacionalismu a slavnostnímu vlastenčení, za kterým byla často jen prázdná slova. Neuměl si představit další vývoj norské kultury bez dánštiny, kterou považoval za svůj mateřský jazyk. Velmi usilovně proto hájil jednotu všech tří skandinávských národů (Dánů, Norů a Švédů) a proti Wergelandově koncepci norské národní svébytnosti založené na lidové tradici prosazoval pokračující kulturní sepětí s Dánskem.
Vydání jeho polemických děl vyvolalo ze strany „patriotů“ vlnu nenávisti a Welhaven byl v novinách nazýván „národním zrádcem“. Jeho stoupenci se ho naopak nesmlouvavě zastávali. To vše vyvrcholilo při druhém představení Wergelandovy hry Cambellerne (Campbellové) roku 1838 v Christiania Theater, ve které byly mimo jiné kritizovány sociální podmínky v Norsku. Dvacet šest význačných a vysoce postavených Welhavenových příznivců st zakoupilo nejlepší místa v hledišti a pomocí malých trumpetek začalo hned od začátku rušit představení. Výsledkem této tzv. „Campbellské bitvy“, kterou odsoudil mimo jiné i Welhaven, byla rvačka uvnitř i vně divadelní budovy a v okolních ulicích. Po této události spor postupně utichl a Welhaven se věnoval své umělecké práci.

## Výběrová bibliografie

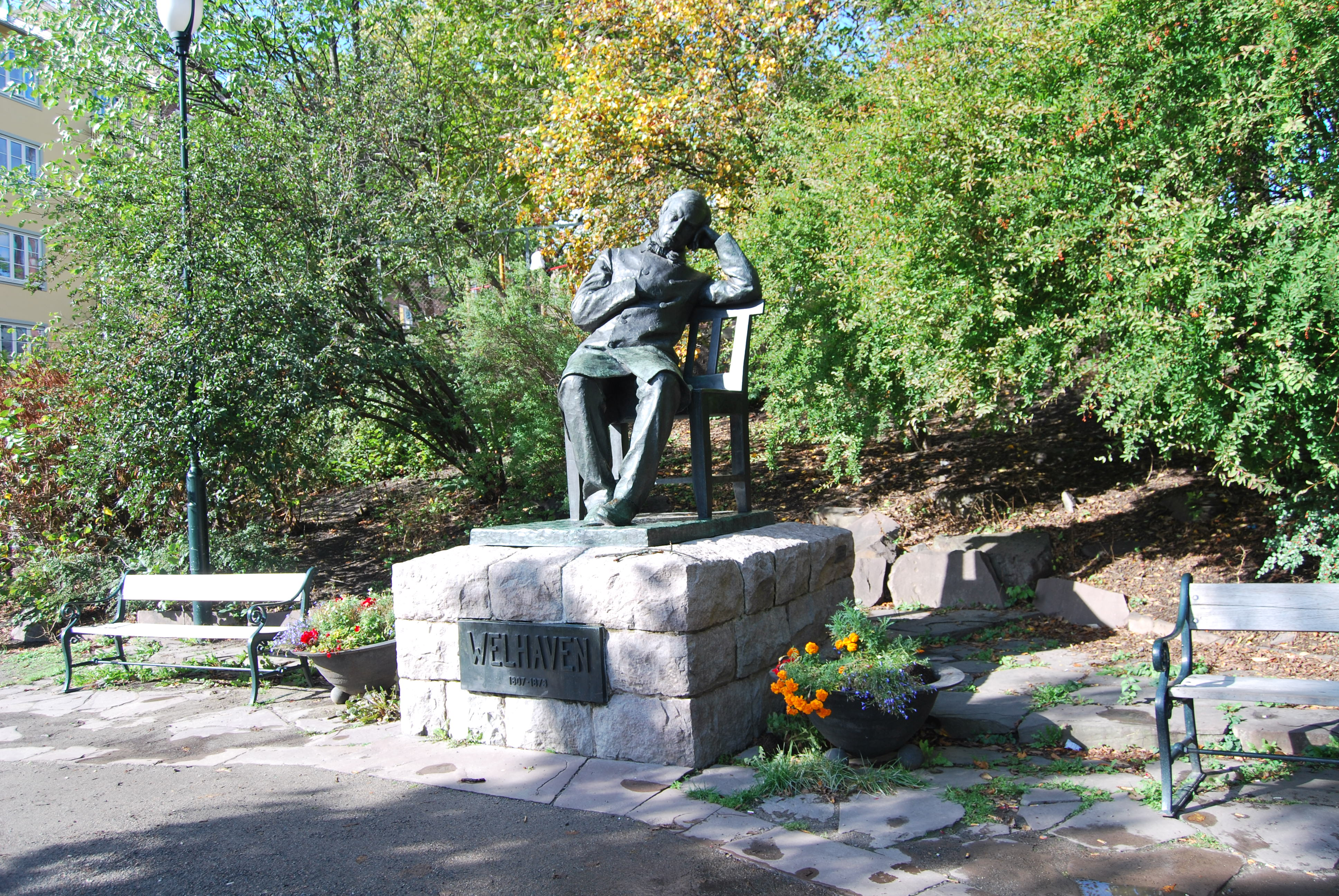
Welhavenova socha v Oslu od Gunnara Utsonda z roku 1908

- Til Henrik Wergeland (1830, Henriku Wergelandovi), článek vydaný v týdeníku  v týdeníku Morgenbladet namířený proti Henrikovi Wergelandovi, kde popsal Wergelandovy básně jako „strašná monstra“ poznamenaná „všemi smrtelnými hříchy poezie“.
- Henrik Wergelands Digtekunst og Polemik ved Aktstykker oplyste (1832, Básnické umění a polemika Henrika Wergelanda doložené příklady), studie kritizující dílo (i nevybíravým způsobem) dílo Henrika Wergelanda, především jeho vrcholné dílo Skabelsen, Mennesket og Messias (Stvoření, člověk a Mesiáš) z roku 1830, ale i jeho divadelní hry a frašky.
- Norges Dæmring. Et polemisk Digt (1834, Soumrak Norska, polemická báseň), sbírka sedmdesáti šesti sonetů, v nichž se  postavil proti extrémnímu nacionalismu a slavnostnímu vlastenčení, za kterým byla často jen prázdná slova. Nálada sonetů je zachmuřená, zahořklá a pesimistická. Norská příroda je popsána jako drsná a chladná krajina, která těžce doléhá na lidi a jejich činorodost, což způsobuje duchovní chudobu, která zachvátila města i venkov. Jeho kritika je zdrcující, ale také satiricky přehnaná. V souvisejícím článku Christianias Vinter- og Sommer-Dvale (Zimní a letní spánek Christianie), který předcházel vydání sonetů uveřejnil své přesvědčení, že nezdravý kulturní život v Christianii může být obrozen dokonalým uměním.
- Om norske Presse-Anliggender (1838, O záležitostech norského tisku), článek obsahující rekapitulaci dlouholetého literárněpolitického boje s Wergelandem a jeho příznivci. Z obsahu je zřejmá nechuť ve sporu pokračovat, vyvolaná pravděpodobně událostmi kolem Wergelandovy hry Campbellové.
- Digte (1839, Básně), básnická sbírka obsahující lyrické milostné básně týkající se Camilly Wergelandové a Idy Kjerulfové. Smrt Idy hluboce poznamenala všechny milostné básně ve sbírce.
- Billeder fra Bergenskysten (1842, Obrázky z bergenského pobřeží), prozaická črta popisující v romantickém duchu Welhavenův rodný kraj, jako nositele slavné národní minulosti.
- Nyere Digte (1845, Novější básně), sbírka intimních lyrických básní inspirovaných vzpomínkami na ztrátu milované Idy.
- Halvhundrede Digte (1848, Padesát básní), sbírka představující vrchol Welhavenova milostného, vzpomínkového a reflexního básnictví, jehož inspirací je Ida.
- Reisebilleder og Digte (1851, Obrázky z cest a básně), sbírka básní začínající prozaickým vyprávěním o cestě do severozápadního Norska, ve které se Welhaven přiklonil částečně k realismu.
- Om Ludvig Holberg (1854, O Ludvigovi Holbergovi), studie o norsko-dánském dramatikovi a osvícenském učenci Ludwigovi Holbergovi, kterého Welhaven chválí především proto, že jako první zobrazil na scéně prostého člověka.
- Digteren fra Alstadhoug, Peder Dass (1855, Básník z Alstadhougu, Peder Dass), studie o norském luteránském knězi a básníkovi období baroka.
- En Sjæl i Vildmarken (1856, Duše v pustině), symbolistická povídka popisující osudy tří zvláštních lidí na rozpadajícím se selském dvorci.
- En Digtsamling (1860, Sbírka básní), sbírka poznamenaná narůstající Welhavenovou religiozitou.
- Ewald og de norske digtere (1863, Evald a norští básnící), rozsáhlá srovnávací studie o Johannesovi Ewaldovi a dalších dánských básnících a jejich vztahu k norsko-dánské literatuře.[3]

### Soouvisející články
- Henrik Wergeland